# Hässelbystråket
Hässelbystråket, som är en del av Gångstråk Stockholm, är ett promenadstråk och en vandringsled i Stockholms kommun med en total längd på cirka 19 km. Stråket går från Hässelby strand genom Grimsta naturreservat, Blackeberg, Södra Ängby, Nockeby, Höglandet, Ålsten, Smedslätten, Äppelviken, Essingeöarna via Kungsholmen och Norr Mälarstrands strandpromenad till Gamla stan. Stråkets första halva följer till stor del Gröna linjen  i Stockholms tunnelbana, från Hässelby strand till Fridhemsplan, med undantag för Nockebybanans spårvagnslinje nr 12, lokalt kallad Tolvan, som går mellan Nockeby och Alvik. Den sista hälften följer stråket den Blå linjen  mellan Fridhemsplan och T-Centralen. Motto: Ett pärlband av Mälarbad.

## Sträckning

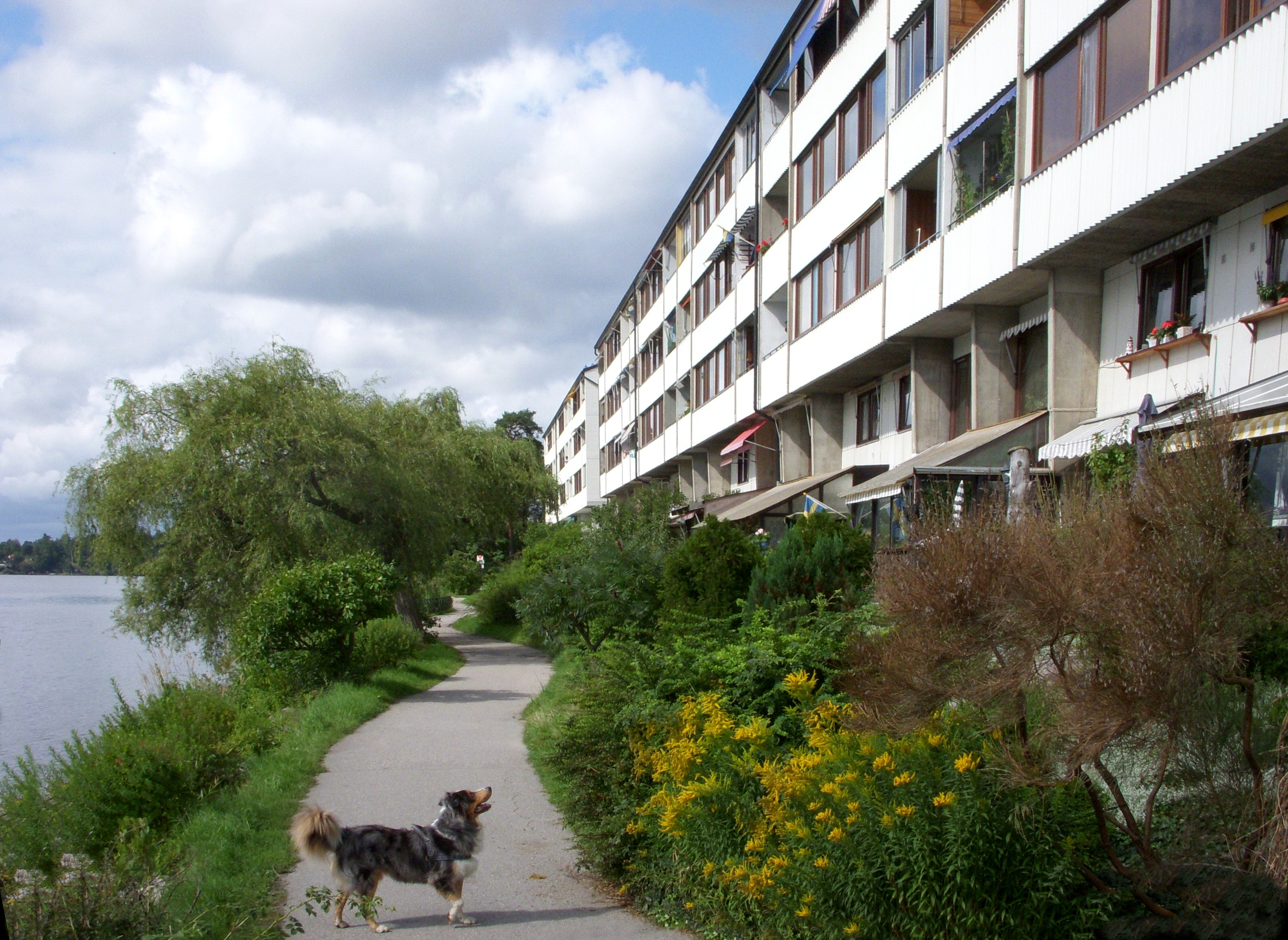
Start: Hässelby Strandliden.

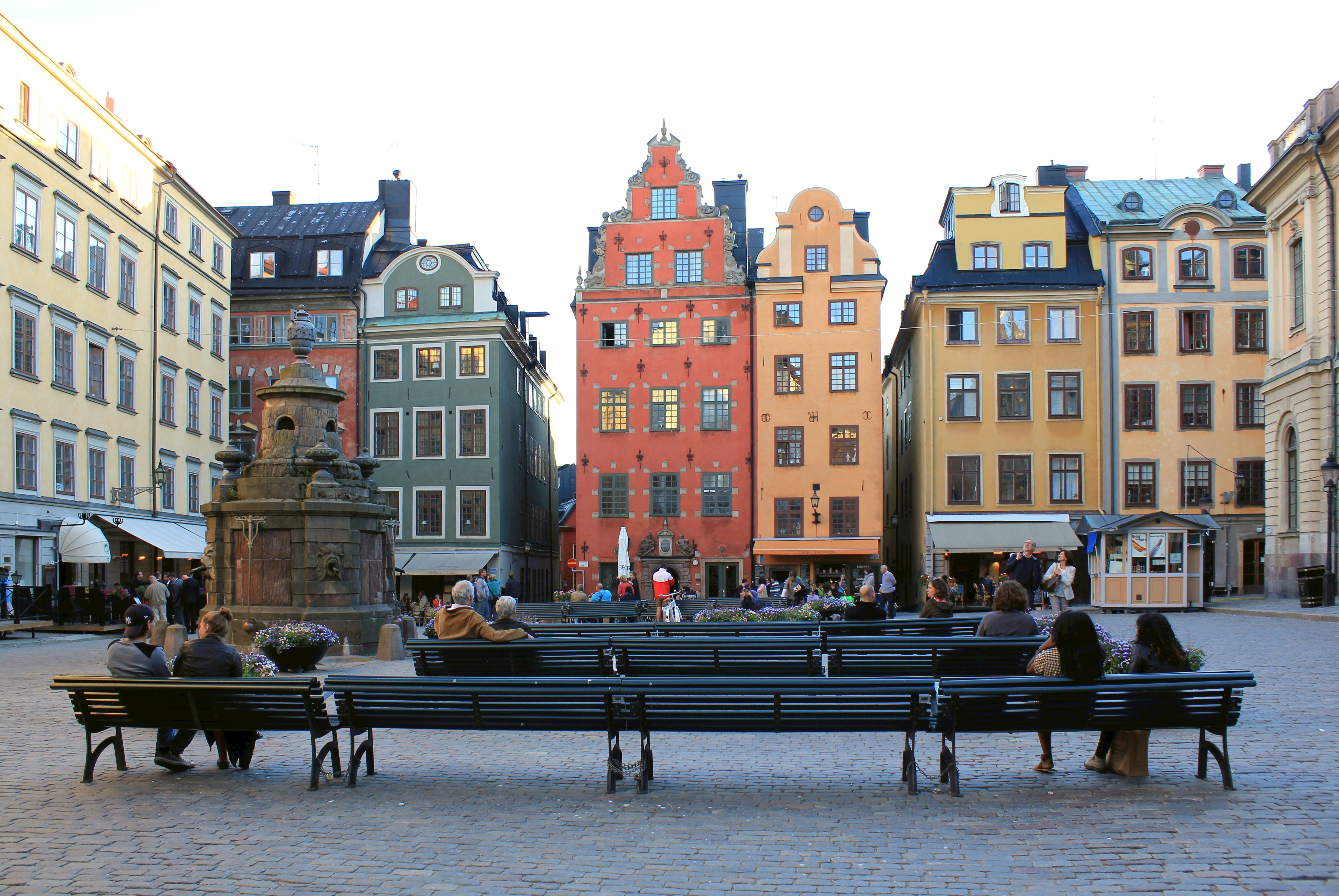
Mål: Stortorget, Gamla stan.

Hässelbystråket är en vattennära vandringsled och följer Mälarens strand nästan hela vägen från Hässelby strand till Gamla stan. Vandringen sker till största delen på stigar utefter Mälarens stränder och på små villagator. Flera badplatser och broar passeras på vägen in mot de centrala delarna av Stockholms stad.
Strax efter Hässelby strand går vandringen nedför Strandliden till Mälaren och Lambarfjärden. Maltesholmsbadet är det första av ett pärlband av badplatser, och kort därefter når man Grimstaskogen, bestående mestadels av åldrig gran- och tallskog, men även av ädla lövträd som ek och lönn. Vandringen fortsätter på en delvis kuperad skogsstig vid Mälarens strand och i slutet av denna ligger det anrika Kanaanbadet där landskapet öppnar sig mot Mälaren.
Inte långt från Kanaanbadet står Kvarnvikens kvarn, ett arbetslivsmuseum bestående av en gammal mjölkvarn och såg, samt flera andra kulturhistoriskt intressanta byggnader. Om man fortsätter Kanaans väg några hundra meter norrut kommer man till Råcksta träsk, vars utflöde passerar Kvarnvikens kvarn via en bäck på väg ned mot Mälaren.
Hässelbystråket fortsätter på strandstigen österut mot Ljunglöfska slottet, snuskungens Knut Ljunglöfs stora villa. Strax före slottet finns en liten bergsrygg med vidsträckt utsikt över Mälaren och Lovön. Bakom slottet ligger Frimurarebarnhuset med anor från 1700-talet. Här tog man tidigare emot föräldralösa barn, eller ännu vanligare, barn till ogifta mödrar.
Nästa anhalt är den öppna ängen nära Ekbacken och Tyska botten, här växer jätteekar, några av dem lära vara upp till 700 år gamla. Härifrån är det inte långt till Ängbybadet och Judarskogens naturreservat, Stockholms första naturreservat. Hässelbystråket följer därefter strandstigen från Ängbybadet genom Gubbkärrsskogen via Nockebyhov till Drottningholmsvägen och Nockebybron, Ekerö kommuns enda vägförbindelse till fastlandet  och Bromma.
Vandringsleden följer bitvis den långa och kraftigt kuperade Grönviksvägen genom Höglandet, en stadsdel inom Gamla Bromma trädgårdsstad, förbi det stora flyttblocket Ålstenen nära Ålstenshamnen och genom Blåsippsskogen till Ålstensparken. Därefter fortsätter vandringen genom Ålstensskogen över bergiga, höglänta och strandnära partier med vidsträckta vyer söderut mot Mälarhöjden och de närliggande, södra stadsdelarna i Stockholms ytterstad. I slutet av skogen skymtar nästa badplats, Solviksbadet, det första gemensamhetsbadet i Stockholm, som öppnades redan på 1920-talet. Genom Smedslätten till Äppelvikens lilla hamn och Mälarstrandens sommarbebyggelse går vandringen ömsom på kuperade strandstigar och ömsom på små villagator.
Från Äppelviken är det inte långt till Alviksbron, spårvägsbron för Tvärbanan över det djupa Oxhålet till Stora Essingen. På toppen av bron är sikten fri åt alla väderstreck. Högt upp, från ena sidan av bron, syns Tranebergsbron och Ulvsundasjön, från den andra sidan, bortom Oxhålet, skymtar Mälarhöjden och rakt fram, i fötternas riktning, ligger ön och den centrala stadsdelen Stora Essingen.
Den sista etappen av Hässelbystråket går via Lilla Essingen till Kungsholmen och Gamla Stan. Tidigare låg Electrolux gamla fabriker på Lilla Essingen, varav några äldre byggnader fortfarande finns kvar, en av dessa hyser en restaurang med namnet Restaurang Lux. På det gamla fabriksområdet ligger nu ett bostadsområde, Essinge Udde.
Efter Lilla Essingen viker stråket av ned mot vattnet och Mariebergsfjärden. Från strandkanten nedanför stadsdelen Marieberg ser man både stadsdelen Gröndal och den forna fängelseön Långholmen. Österut skymtar även Västerbron och dess karakteristiska pelare med brobågar i stål. Utsikten från toppen av Västerbron räknas till de bästa Stockholm kan erbjuda över innerstaden. Utefter strandpromenaden mot bron ligger Smedsuddsbadet, Stockholms största utomhus- och strandbad inom tullarna.
Stråket går efter Västerbron genom Rålambshovsparken och följer sedan Norr Mälarstrands strandpromenad och Riddarfjärden, vars mittlinje utgör landskapsgränsen mellan Uppland och Södermanland. Vandringens sista anhalt på Kungsholmen är Stockholms stadshus, därefter återstår enbart Centralbron och Riddarholmen innan vandringen avslutas på Stortorget i Gamla Stan.

## Kultur och arkitektur
Hässelby Strand, Blackeberg och Nockebyhov är goda exempel på flerbostadshusområden från 1950-talet med omväxlande höga punkthus och lägre bostadslängor.
Hässelbystråket går genom flera av Stockholms trädgårdsstäder, dvs tidiga villa- och småhusområden med egna trädgårdstäppor. På väg mot innerstaden passerar stråket områdena i Gamla Bromma trädgårdsstad: Södra Ängby, Nockeby, Höglandet, Ålsten samt Smedslätten och Äppelviken.
Flera slott och gårdar ligger utefter stråket: Hässelby slott, Råcksta gård, Ljunglöfska slottet, Åkeshovs slott, Ålstens gård, Smedslättens gård och Rålambshovs gård.

## Natur
Naturen kring Hässelbystråket präglas av närheten till Mälaren med grusade strandstigar, täta al- och videbuskage, strandklippor, kuperad och sjönära bergsterräng med höjder och utsiktspunkter, samt sandstränder och öppna gräsytor.
Stråket erbjuder goda badmöjligheter, badplatserna är flera: Maltesholmsbadet, Kaananbadet, Ängbybadet, Solviksbadet, Ålstensbadet, de strandnära partierna i Smedslätten och klipporna vid Äppelviken.
Grimsta enebacke i kanten av Grimsta gärde, med öppen och hävdad gräsmark, har en rik flora med torrbacksarter och lägre gräs, samt orkidéer i de fuktiga partierna.
Råcksta träsk är en liten fågelsjö med häckande arter, det finns även fisk i sjön. Det finns två groddammar: en vid Råcksta träsk och ytterligare en vid Kvarnvikens kvarn.
Södra delen av Grimsta, efter Kvarnvikens kvarn, längs promenadstigen utmed Mälaren och mot Tyska botten, präglas av fuktig och högvuxen lövskog.

## Bilder

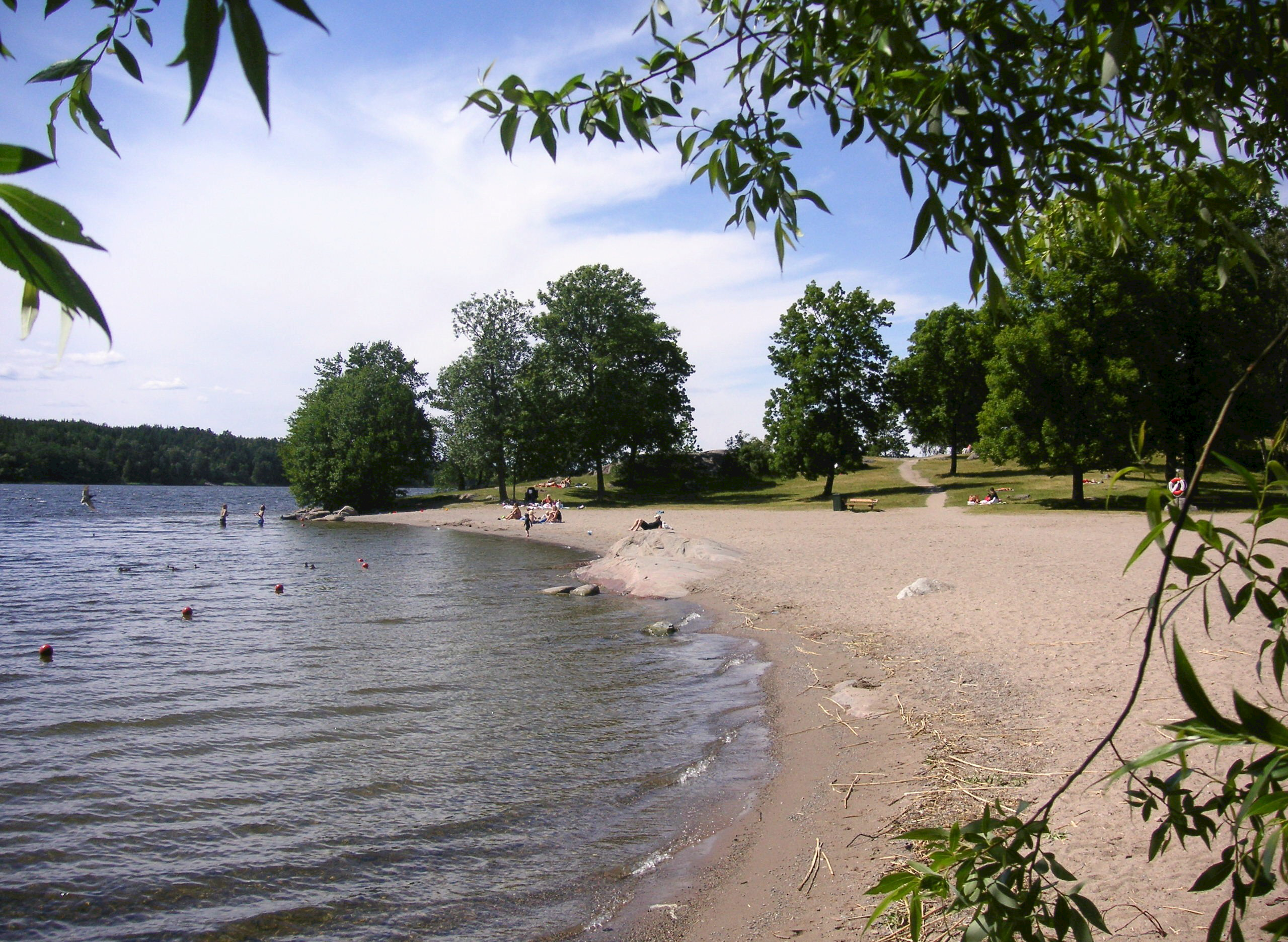
Kanaanbadet i Grimstaskogen.
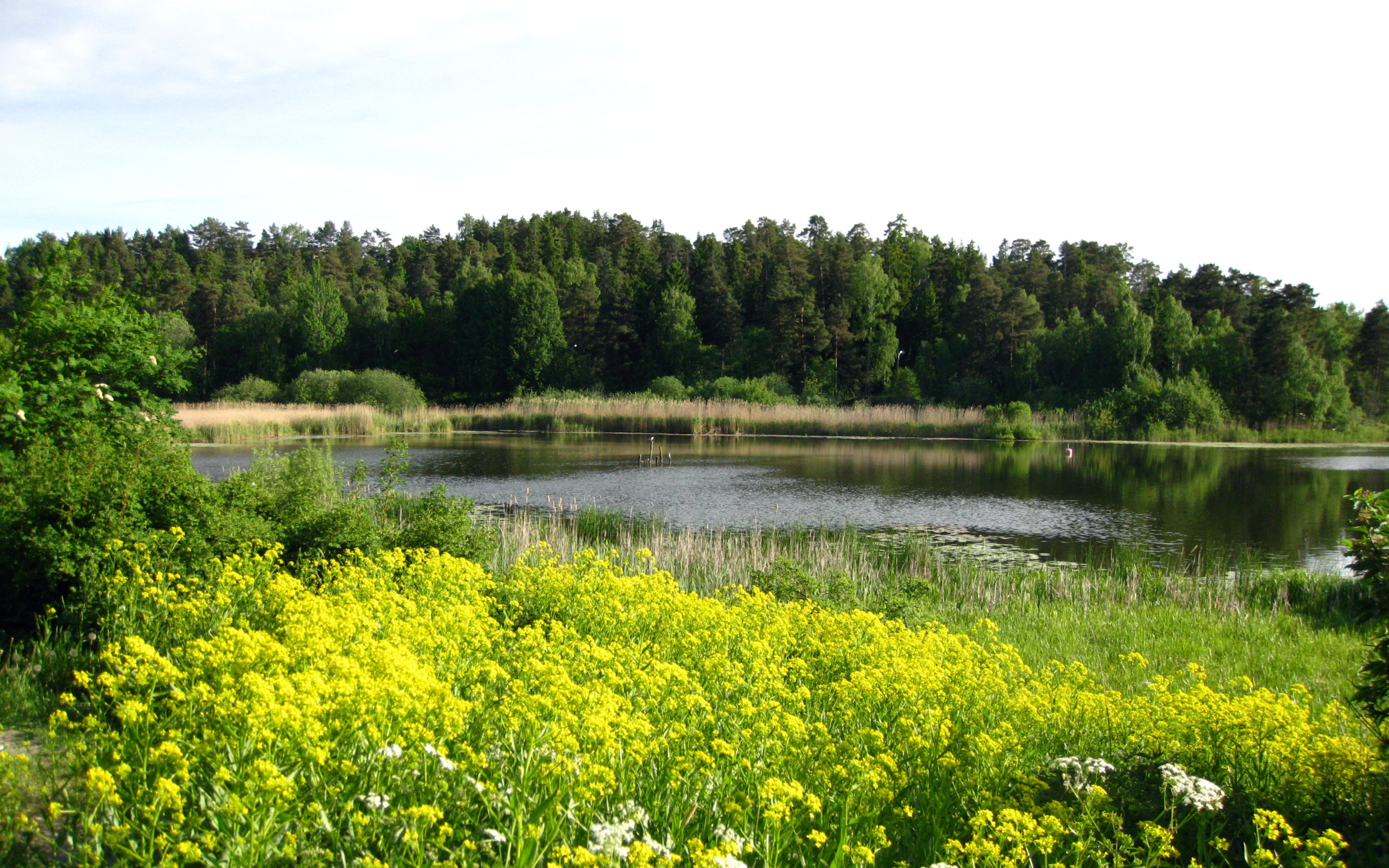
Råcksta träsk.
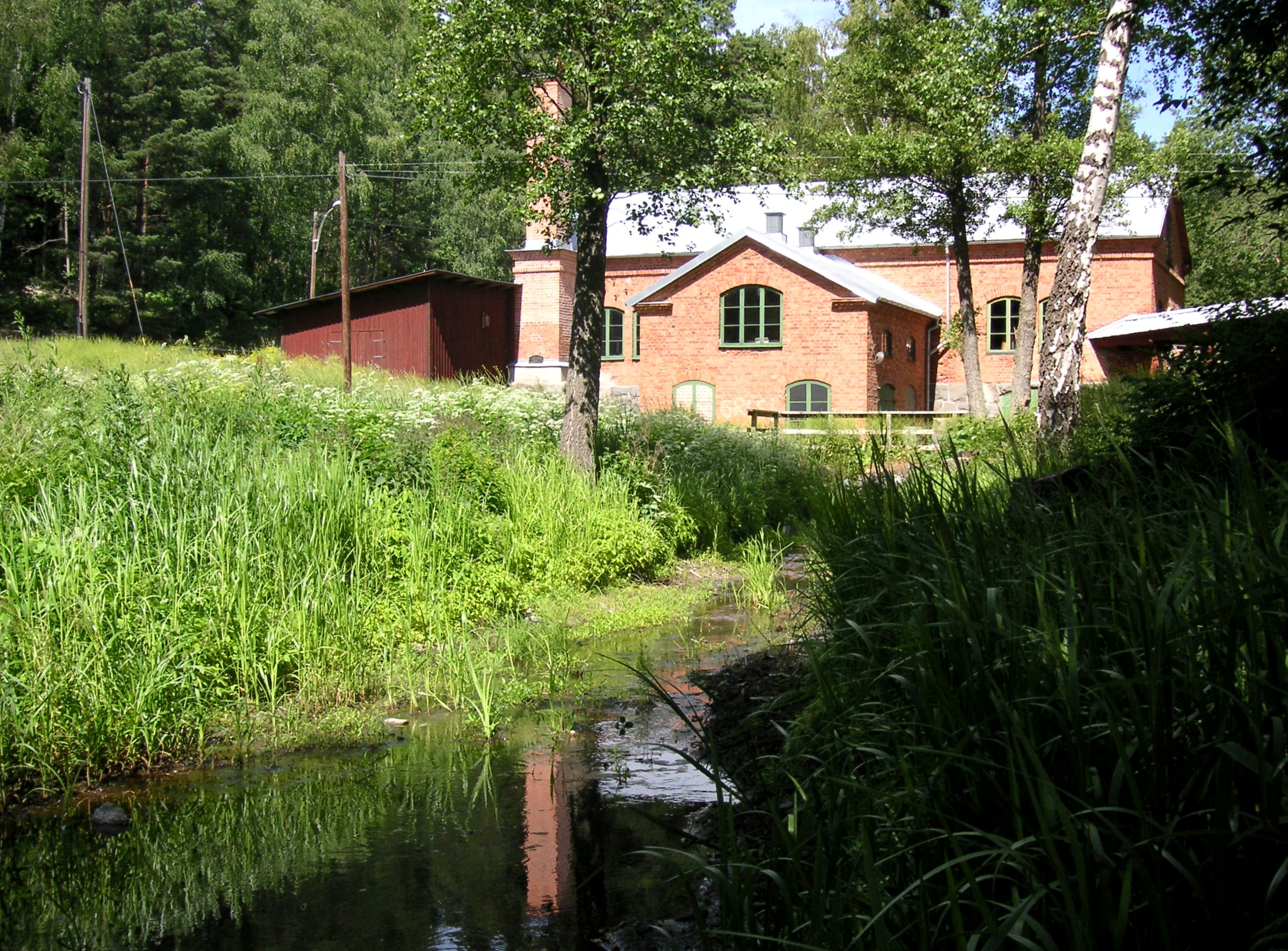
Kvarnvikens kvarn i Grimsta naturreservat.
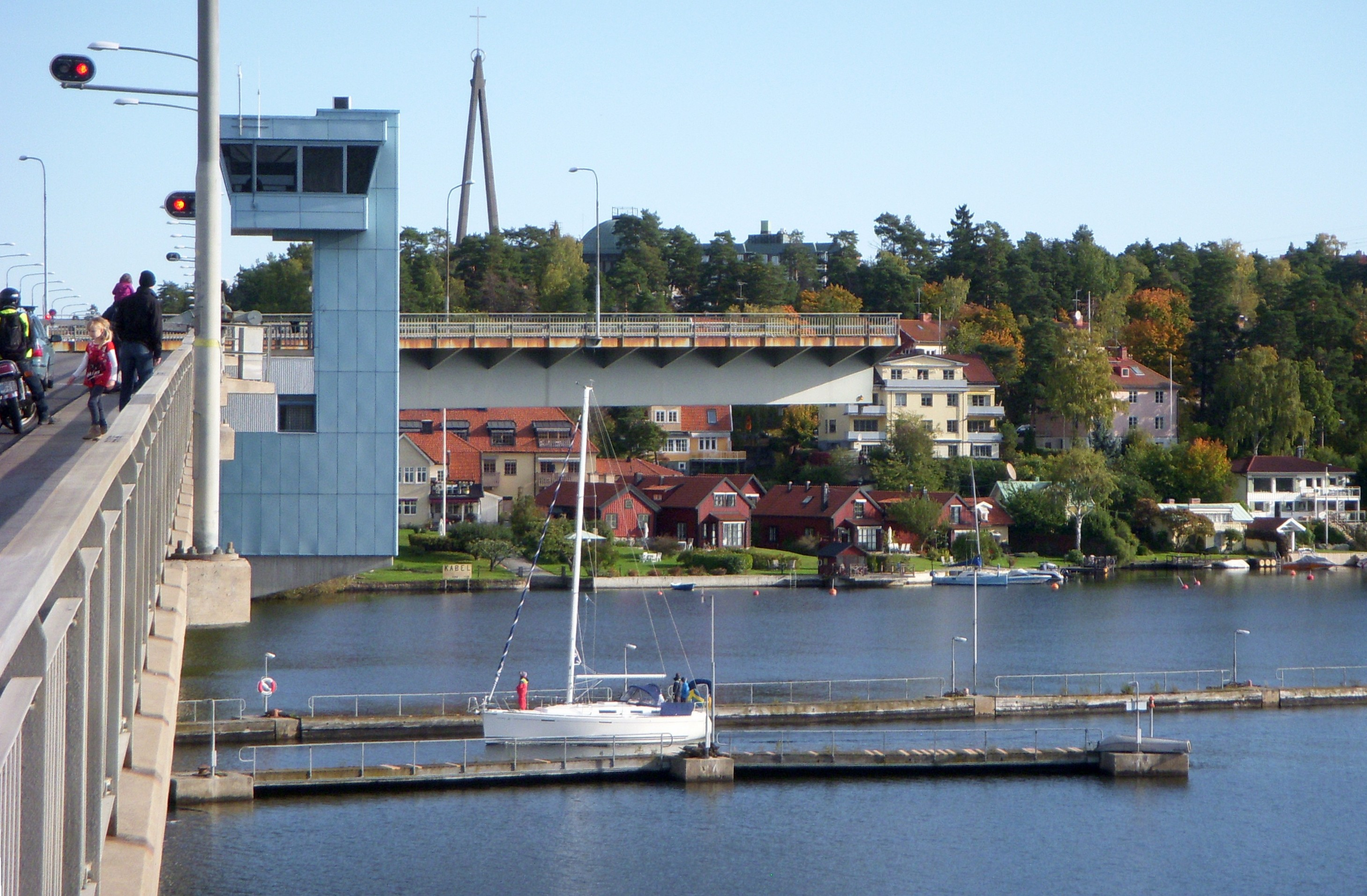
Nockebybron, broöppning.
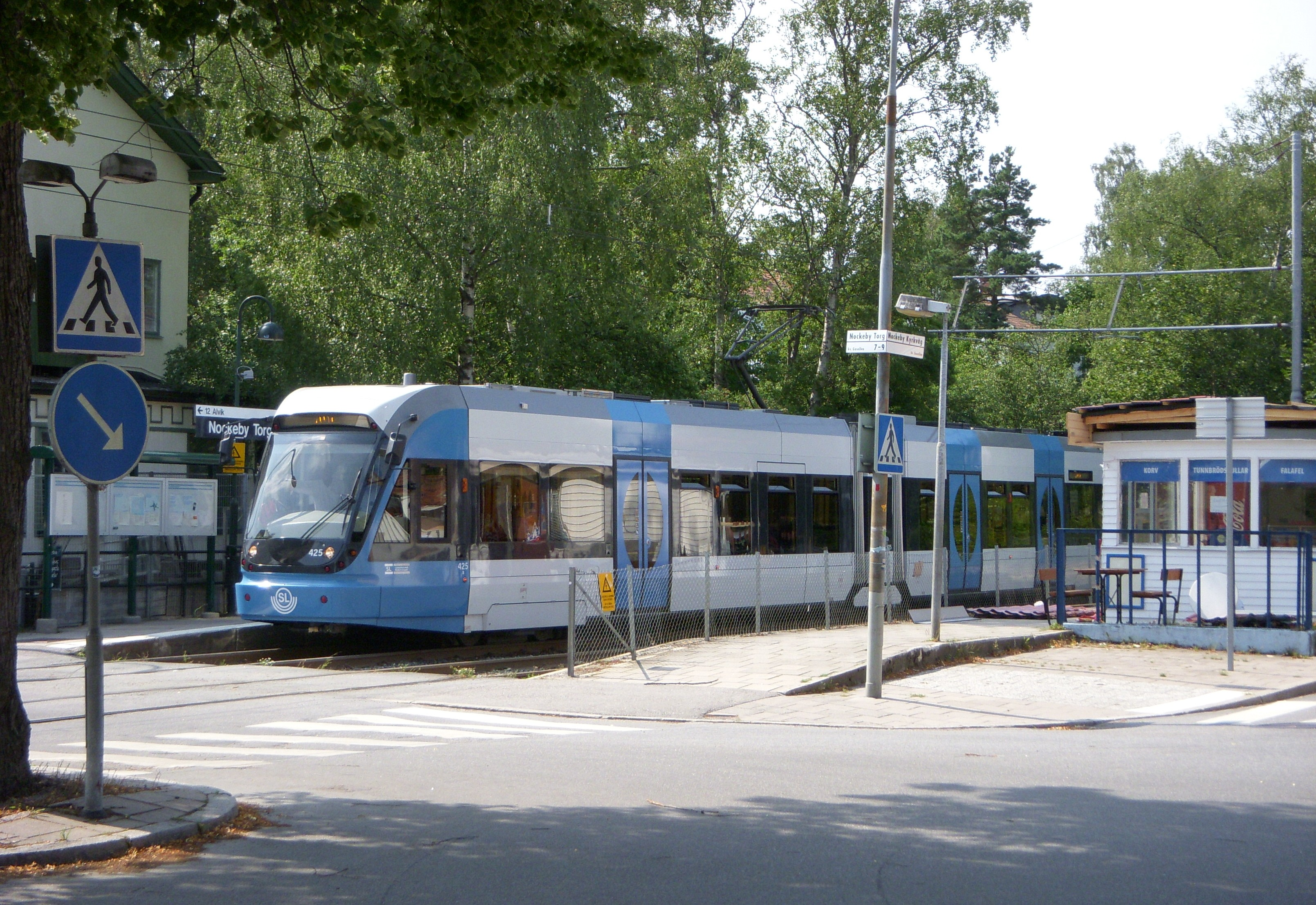
Tolvans spårvagn, Nockeby torg.
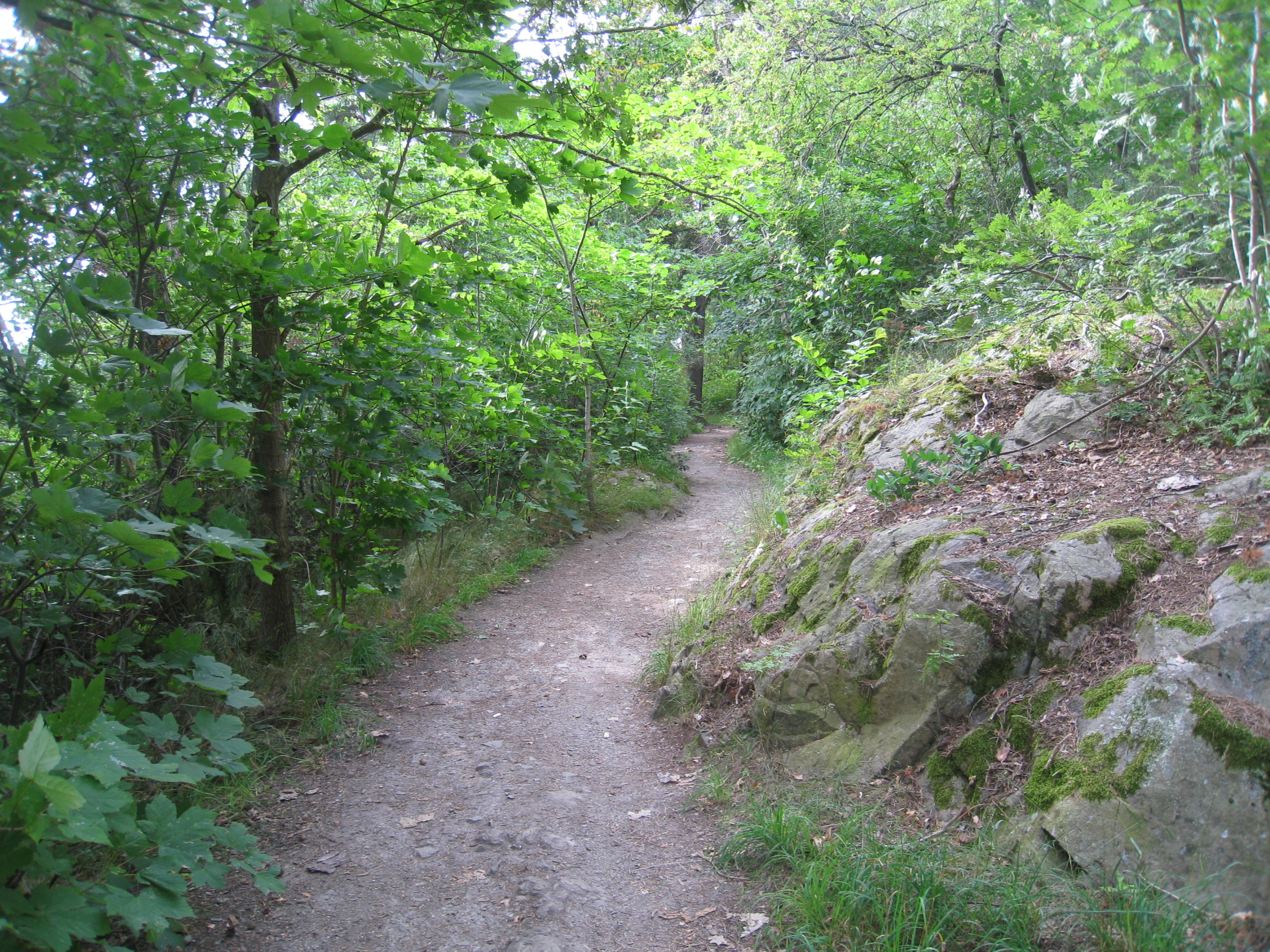
Strandstig, Ålstensskogen.
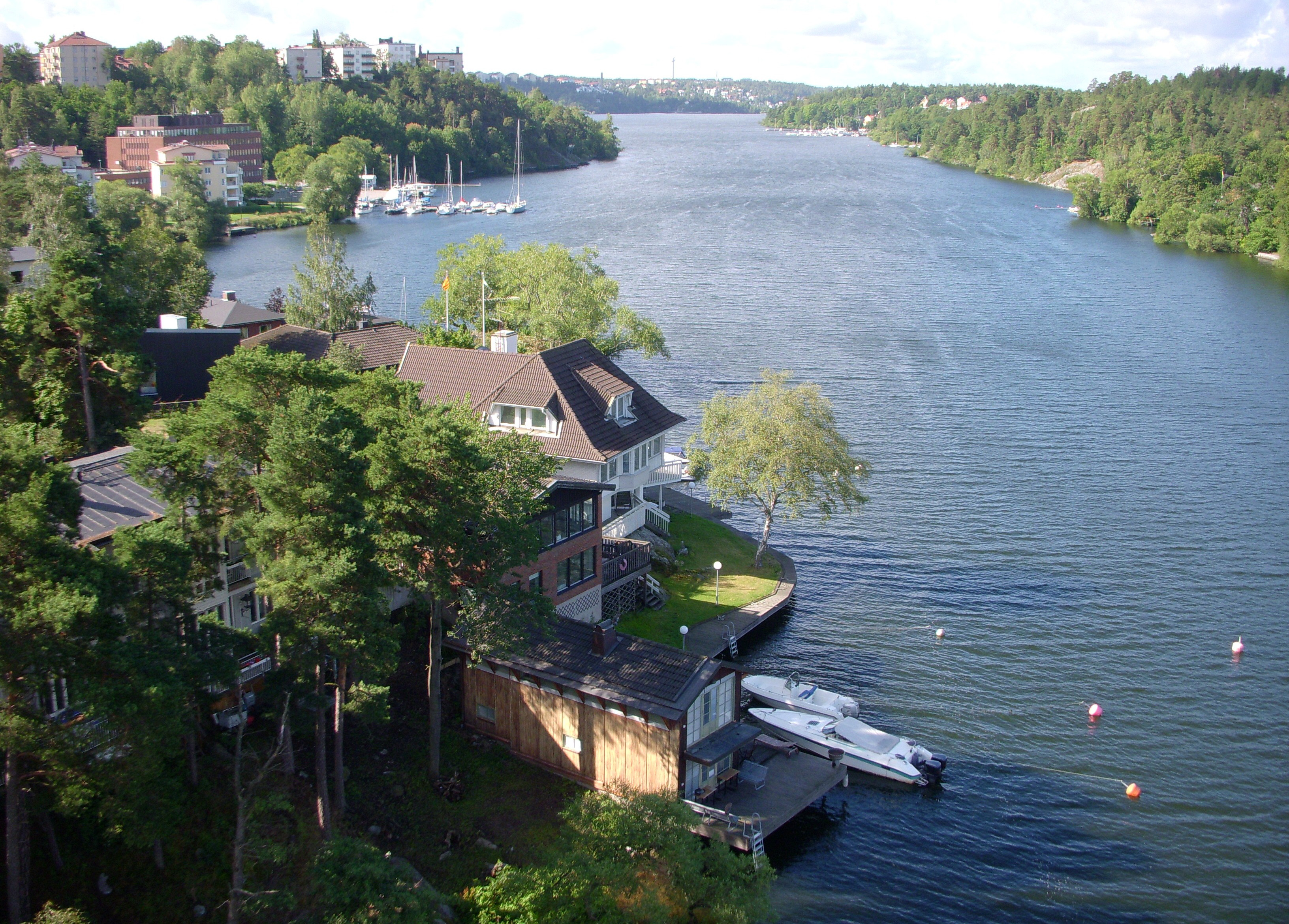
Oxhålet, sundet mellan Stora Essingen och Bromma.